# Planète mineure rétrograde
Une planète mineure rétrograde[réf. nécessaire] est une planète mineure qui parcourt son orbite dans le sens rétrograde, c'est-à-dire qui tourne autour du soleil dans le sens inverse de celui de la Terre et de la plupart des autres planètes et astéroïdes.
Parmi les 726 261 planètes mineures connues fin 2016, 82 seulement sont rétrogrades. Le premier astéroïde rétrograde à avoir été reconnu comme tel est (20461) Dioretsa, découvert en 1999. Des objets en orbite rétrograde autour d'une autre étoile que le soleil ont également été découverts.

## Résonances
Un astéroïde rétrograde peut coorbiter stablement avec une planète, c'est-à-dire avoir une orbite très voisine de celle d'une planète mais de sens contraire et néanmoins stable pendant des millions d'années. Des travaux théoriques l'ont montré dès 2013,,, et fin 2016 il a été démontré que c'était le cas de l'astéroïde (514107) Kaʻepaokaʻawela. Cet astéroïde pourrait être une comète de la famille de Halley (également rétrograde) qui serait entrée en résonance avec Jupiter à la suite d'une interaction avec Saturne, mais aucune activité cométaire n'y a encore été détectée. Il pourrait aussi être d'origine extrasolaire et avoir été capturé par Jupiter très tôt dans l'histoire du Système solaire,.
D'autres astéroïdes rétrogrades sont en résonance orbitale avec une planète (on parle alors de résonance rétrograde) mais dans un rapport des périodes autre que 1:1 : 2006 BZ8 et 2008 SO218 sont ainsi en résonance rétrograde 2:5 et 1:2 avec Jupiter, et 2009 QY6 en résonance rétrograde 2:3 avec Saturne. Des simulations numériques ont par ailleurs montré que l'entrée en résonance est plus facile pour les petits corps en orbite rétrograde que pour ceux en orbite prograde.

## Liste
| Dénomination             | Inclinaison (°) | Date de la découverte ou de la 1re observation | Paramètre d'incertitude | Nobs × Larc | Commentaire | Référence                               |
| ------------------------ | --------------- | ---------------------------------------------- | ----------------------- | ----------- | --- | --------------------------------------- |
| 2015 TN178               | 90,937°         | 8 octobre 2015                                 | 4                       | 2542        | — | (en) « MPC », sur minorplanetcenter.net |
| 2005 SB223               | 91,419°         | 30 septembre 2005                              | 1                       | 12200       | Orbite déterminée avec une bonne précision. | (en) « MPC », sur minorplanetcenter.net |
| 2014 MH55                | 91,478°         | 29 juin 2014                                   | 9                       | 96          | — | (en) « MPC », sur minorplanetcenter.net |
| 2015 RK245               | 91,597°         | 12 septembre 2015                              | 2                       | 182880      | — | (en) « MPC », sur minorplanetcenter.net |
| 2010 EQ169               | 91,606°         | 8 mars 2010                                    | 9                       | 32          | — | (en) « MPC », sur minorplanetcenter.net |
| 2016 TK2                 | 92,343°         | 13 juillet 2016                                | 5                       | 3486        | — | (en) « MPC », sur minorplanetcenter.net |
| 2016 FH13                | 93,486°         | 29 mars 2016                                   | 6                       | 1638        | — | (en) « MPC », sur minorplanetcenter.net |
| 2014 PP69                | 93,627°         | 5 août 2014                                    | 5                       | 4816        | — | (en) « MPC », sur minorplanetcenter.net |
| 2015 BH311               | 95,575°         | 20 janvier 2015                                | 9                       | 39          | — | (en) « MPC », sur minorplanetcenter.net |
| 2014 JJ57                | 95,958°         | 9 mai 2014                                     | 3                       | 61802       | — | (en) « MPC », sur minorplanetcenter.net |
| 2014 HS150               | 96,456°         | 16 avril 2014                                  | 8                       | 200         | — | (en) « MPC », sur minorplanetcenter.net |
| 2013 BL76                | 98,607°         | 20 janvier 2013                                | 1                       | 46716       | Demi-grand axe de 1 254 ua, le troisième plus grand parmi toutes les planètes mineures connues.                                                                                                  | (en) « MPC », sur minorplanetcenter.net |
| 2010 GW147               | 99,623°         | 14 avril 2010                                  | 3                       | 93632       | — | (en) « MPC », sur minorplanetcenter.net |
| 2011 MM4                 | 100,446°        | 24 juin 2011                                   | 4                       | 36036       | — | (en) « MPC », sur minorplanetcenter.net |
| 2014 XS3                 | 100,934°        | 8 décembre 2014                                | 9                       | 55          | — | (en) « MPC », sur minorplanetcenter.net |
| 2013 BN27                | 101,780°        | 17 janvier 2013                                | 7                       | 1425        | — | (en) « MPC », sur minorplanetcenter.net |
| (528219) 2008 KV42       | 103,483°        | 31 mai 2008                                    | 5                       | 10449       | — | (en) « MPC », sur minorplanetcenter.net |
| (342842) 2008 YB3        | 105,031°        | 18 décembre 2008                               | 1                       | 864896      | — | (en) « MPC », sur minorplanetcenter.net |
| 2016 PN66                | 105,111°        | 14 août 2016                                   | 4                       | 15219       | — | (en) « MPC », sur minorplanetcenter.net |
| 2010 GW64                | 105,273°        | 6 avril 2010                                   | 4                       | 9576        | — | (en) « MPC », sur minorplanetcenter.net |
| 2012 YO6                 | 106,914°        | 22 décembre 2012                               | 4                       | 6674        | — | (en) « MPC », sur minorplanetcenter.net |
| 2009 DD47                | 107,431°        | 27 février 2009                                | 7                       | 1584        | — | (en) « MPC », sur minorplanetcenter.net |
| 2007 VW266               | 108,345°        | 12 novembre 2007                               | 7                       | 2280        | — | (en) « MPC », sur minorplanetcenter.net |
| 2015 MJ116               | 108,876°        | 27 juin 2015                                   | 9                       |             | — | (en) « MPC », sur minorplanetcenter.net |
| 2011 SP25                | 108,987°        | 20 septembre 2011                              | 5                       | 3712        | — | (en) « MPC », sur minorplanetcenter.net |
| (471325) 2011 KT19       | 110,154°        | 21 mai 2011                                    | 2                       | 350463      | — | (en) « MPC », sur minorplanetcenter.net |
| 2011 OR17                | 110,345°        | 21 mai 2010                                    | 1                       | 75548       | — | (en) « MPC », sur minorplanetcenter.net |
| 2005 TJ50                | 110,368°        | 3 octobre 2005                                 | 7                       | 1488        | — | (en) « MPC », sur minorplanetcenter.net |
| 2005 VX3                 | 112,459°        | 1er novembre 2005                              | 4                       | 4050        | Demi-grand axe de 837 ua, mais la durée d'observation (81 jours) est un peu insuffisante pour bien déterminer une orbite aussi grande.                                                           | (en) « MPC », sur minorplanetcenter.net |
| 2016 LS                  | 114,360°        | 27 juin 2015                                   | 4                       | 16800       | — | (en) « MPC », sur minorplanetcenter.net |
| 2015 YY18                | 118,232°        | 29 décembre 2015                               | 4                       | 6901        | — | (en) « MPC », sur minorplanetcenter.net |
| 2010 OM1                 | 118,689°        | 28 juillet 2010                                | 5                       | 3232        | — | (en) « MPC », sur minorplanetcenter.net |
| (65407) 2002 RP120       | 119,106°        | 4 septembre 2002                               | 2                       | 660275      | Cette planète mineure croise les orbites des planètes extérieures, c'est un damocloïde et un SDO.                                                                                                | (en) « MPC », sur minorplanetcenter.net |
| 2010 PO58                | 121,229°        | 5 août 2010                                    | 9                       | 168         | — | (en) « MPC », sur minorplanetcenter.net |
| 2010 LG61                | 123,732°        | 2 juin 2010                                    | 9                       | 770         | — | (en) « MPC », sur minorplanetcenter.net |
| (468861) 2013 LU28       | 125,414°        | 8 juin 2013                                    | 5                       | 21560       | — | (en) « MPC », sur minorplanetcenter.net |
| 2014 SQ339               | 128,499°        | 9 septembre 2014                               | 7                       | 1276        | — | (en) « MPC », sur minorplanetcenter.net |
| 2000 DG8                 | 129,478°        | 25 février 2000                                | 3                       | 44460       | Cette planète mineure est un damocloïde et un SDO. Son orbite croise celles de toutes les planètes externes à l'exception de Neptune. En 1930 elle s'est approchée de Cérès de moins de 0,03 ua. | (en) « MPC », sur minorplanetcenter.net |
| 2016 CO264               | 129,852°        | 14 février 2016                                | 4                       | 8820        | — | (en) « MPC », sur minorplanetcenter.net |
| 2013 NS11                | 130,340°        | 5 juillet 2013                                 | 2                       | 71929       | — | (en) « MPC », sur minorplanetcenter.net |
| 2005 NP82                | 130,549°        | 6 juillet 2005                                 | 6                       | 8769        | — | (en) « MPC », sur minorplanetcenter.net |
| 2006 RG1                 | 133,195°        | 1er septembre 2006                             | 6                       | 750         | Seulement 25 jours d'observation (paramètre d'incertitude = 4) | (en) « MPC », sur minorplanetcenter.net |
| 2012 YE8                 | 136,136°        | 21 décembre 2012                               | 7                       | 1189        | — | (en) « MPC », sur minorplanetcenter.net |
| 2009 QY6                 | 137,654°        | 17 août 2009                                   | 4                       | 43560       | — | (en) « MPC », sur minorplanetcenter.net |
| 2016 TP93                | 138,324°        | 9 octobre 2016                                 | 7                       | 704         | — | (en) « MPC », sur minorplanetcenter.net |
| 2015 AO44                | 139,974°        | 27 novembre 2014                               | 2                       | 102600      | — | (en) « MPC », sur minorplanetcenter.net |
| (336756) 2010 NV1        | 140,818°        | 2 juillet 2010                                 | 1                       | 266805      | Périhélie à 9,4 ua, seul 2008 KV42 a un périhélie encore plus lointain (154 jours d'observation)                                                                                                 | (en) « MPC », sur minorplanetcenter.net |
| 2011 WS41                | 141,645°        | 24 novembre 2011                               | 8                       | 108         | — | (en) « MPC », sur minorplanetcenter.net |
| 2010 OR1                 | 143,861°        | 25 janvier 2010                                | 4                       | 35416       | — | (en) « MPC », sur minorplanetcenter.net |
| 2010 BK118               | 143,910°        | 30 janvier 2010                                | 1                       | 385148      | Demi-grand axe de 408 ua et périhélie de 6,1 ua (atteint en avril 2012), un an d'observations.                                                                                                   | (en) « MPC », sur minorplanetcenter.net |
| (523797) 2016 NM56       | 144,045°        | 14 juillet 2016                                | 3                       | 39960       | — | (en) « MPC », sur minorplanetcenter.net |
| 2010 CG55                | 146,246°        | 15 février 2010                                | 2                       | 124816      | — | (en) « MPC », sur minorplanetcenter.net |
| 2012 HD2                 | 146,897°        | 18 avril 2012                                  | 2                       | 32314       | — | (en) « MPC », sur minorplanetcenter.net |
| 2009 YS6                 | 147,797°        | 17 décembre 2009                               | 1                       | 199547      | — | (en) « MPC », sur minorplanetcenter.net |
| 2006 EX52                | 150,240°        | 5 mars 2006                                    | 2                       | 62930       | Demi-grand axe de 2,58 ua et période de 274 ans. | (en) « MPC », sur minorplanetcenter.net |
| 1999 LE31                | 151,807°        | 12 juin 1999                                   | 3                       | 51943       | C'est un damocloïde, il croise les orbites de Jupiter et de Saturne. | (en) « MPC », sur minorplanetcenter.net |
| 2016 JK24                | 152,313°        | 3 mars 2016                                    | 7                       | 2448        | — | (en) « MPC », sur minorplanetcenter.net |
| (343158) Marsyas         | 154,496°        | 29 avril 2009                                  | 0                       | 385700      | C'est un géocroiseur, et c'est celui qui a la plus grande vitesse relative (par rapport à la Terre) parmi les objets s'approchant à moins de 0,5 ua : 282 900 km/h.                              | (en) « MPC », sur minorplanetcenter.net |
| 2013 LD16                | 154,748°        | 6 juin 2013                                    | 3                       | 14148       | — | (en) « MPC », sur minorplanetcenter.net |
| 2015 FK37                | 155,971°        | 20 mars 2015                                   | 7                       | 748         | — | (en) « MPC », sur minorplanetcenter.net |
| 2010 EB46                | 156,531°        | 12 mars 2010                                   | 7                       | 2610        | — | (en) « MPC », sur minorplanetcenter.net |
| 2015 XR384               | 157,532°        | 9 décembre 2015                                | 4                       | 5580        | — | (en) « MPC », sur minorplanetcenter.net |
| 2000 HE46                | 158,448°        | 29 avril 2000                                  | 4                       | 26400       | — | (en) « MPC », sur minorplanetcenter.net |
| 2015 XX351               | 159,106°        | 9 décembre 2015                                | 3                       | 20790       | — | (en) « MPC », sur minorplanetcenter.net |
| 2012 TL139               | 160,036°        | 8 octobre 2012                                 | 6                       | 900         | — | (en) « MPC », sur minorplanetcenter.net |
| (20461) Dioretsa         | 160,404°        | 8 juin 1999                                    | 2                       | 256779      | Orbite la plus inclinée parmi les planètes mineures, d'après les données de juin 1999 à février 2010.                                                                                            | (en) « MPC », sur minorplanetcenter.net |
| (514107) Kaʻepaokaʻawela | 162,993°        | 14 janvier 2015                                | 7                       | 290         | — | (en) « MPC », sur minorplanetcenter.net |
| 2006 RJ2                 | 164,582°        | 14 septembre 2006                              | 7                       | 2812        | — | (en) « MPC », sur minorplanetcenter.net |
| 2006 BZ8                 | 165,315°        | 23 janvier 2006                                | 2                       | 214312      | — | (en) « MPC », sur minorplanetcenter.net |
| 2004 NN8                 | 165,466°        | 13 juillet 2004                                | 2                       | 23944       | Le 5 juin 2007 cette planète mineure s'est approchée de Saturne à moins de 0,80 ua. | (en) « MPC », sur minorplanetcenter.net |
| 2014 AT8                 | 165,554°        | 3 janvier 2014                                 | 3                       | 42517       | — | (en) « MPC », sur minorplanetcenter.net |
| 2016 DF2                 | 167,030°        | 28 février 2016                                | 9                       | 26          | — | (en) « MPC », sur minorplanetcenter.net |
| (330759) 2008 SO218      | 170,318°        | 30 septembre 2008                              | 1                       | 733950      | — | (en) « MPC », sur minorplanetcenter.net |
| 2014 UV114               | 170,510°        | 26 octobre 2014                                | 9                       | 34          | — | (en) « MPC », sur minorplanetcenter.net |
| 2014 CW14                | 170,747°        | 10 février 2014                                | 7                       | 1938        | Planète mineure ayant l'orbite la plus inclinée, d'après les données de février 2004 à novembre 2005.                                                                                            | (en) « MPC », sur minorplanetcenter.net |
| 2016 EJ203               | 170,911°        | 11 mars 2016                                   | 7                       | 1740        | — | (en) « MPC », sur minorplanetcenter.net |
| 2006 LM1                 | 172,138°        | 3 juin 2006                                    | 9                       | 48          | Très grande inclinaison (mais seulement deux jours d'observation : paramètre d'incertitude = E).                                                                                                 | (en) « MPC », sur minorplanetcenter.net |
| (434620) 2005 VD         | 172,866°        | 1er novembre 2005                              | 2                       | 130989      | Orbite la plus inclinée d'après les données de novembre 2005 à juin 2013. | (en) « MPC », sur minorplanetcenter.net |
| 2013 LA2                 | 175,189°        | 1er juin 2013                                  | 8                       | 1075        | Orbite la plus inclinée de toutes les planètes mineures connues. | (en) « MPC », sur minorplanetcenter.net |